# Michele Asen IV di Bulgaria
Michele Asen (in bulgaro Михаил Асен?; 1322 circa – 1355) era il figlio maggiore di Ivan Alessandro di Bulgaria, nato dal matrimonio con Teodora di Valacchia.
Dopo l'ascesa al trono del padre nel 1331, il giovane principe fu proclamato co-imperatore. Sarebbe succeduto al padre con il nome di Michele IV Asen. L'erede al trono era l'orgoglio della famiglia reale e si diceva che possedesse "tutte le virtù". Sposò Maria Paleologa, ribattezzata Irene, figlia di Andronico III Paleologo.
Nel 1354-1355 i turchi ottomani invasero la Bulgaria e si diressero verso Plovdiv e Sofia. In una cronaca bulgara anonima si legge che Michele Asen radunò i bulgari e affrontò i turchi nei pressi di Sofia. I bulgari furono sconfitti e subirono pesanti perdite, compreso lo stesso Michele. Ma la battaglia non fu vana: gli Ottomani non riuscirono a catturare le città e non attaccarono il Paese fino al 1370. Nel folklore bulgaro si dice che il figlio dell'imperatore morì da prode.